# Tetraglenes fusiformis
Tetraglenes fusiformis là một loài bọ cánh cứng trong họ Cerambycidae.